# Chiến dịch Hannover
Chiến dịch Hannover hay Hanover (tùy nguồn) là một chiến dịch quân sự diễn ra trong Chiến tranh Xô-Đức, kéo dài từ tháng 4 đến tháng 6 năm 1942. Chiến dịch do Đức Quốc xã thực hiện nhằm thanh toán các lực lượng Du kích Liên Xô, binh chủng nhảy dù Liên Xô và hợp vây một số lớn Hồng quân tại gần Vyazma thuộc tỉnh Smolensk. Chiến dịch Hannover là một thắng lợi lớn trong cuộc chiến chống lại du kích Liên Xô của quân đội phát xít Đức.

## Bối cảnh
Hoạt động của du kích Liên Xô đã quấy nhiễu hậu phương của Cụm Tập đoàn quân Trung tâm - nhất là ở sau lưng Tập đoàn quân số 4 (Đức). Và vào tháng 1 năm 1942, lực lượng của họ được tăng cường bởi các đơn vị quân dù Xô Viết trong chiến dịch đổ bộ đường không Vyazma. Hồng quân Xô Viết hy vọng rằng sự phối hợp của quân dù và du kích sẽ đánh chiếm toàn bộ khu vực và cắt đứt hệ thống hậu cần của phát xít Đức - nhờ đó giành được đủ thời gian cầm cự cho đến khi chủ lực của Phương diện quân Tây đến nơi. Tuy nhiên, các đơn vị chủ lực của Hồng quân - Tập đoàn quân số 3 (Liên Xô) và Quân đoàn kỵ binh số 1 (Liên Xô) - đã không đến kịp và phát xít Đức đã tập trung một số lớn binh lực tại hậu phương để đè bẹp du kích Liên Xô.

## Diễn biến
Tập đoàn quân số 4 và Tập đoàn quân thiết giáp số 4 đã chặn đứng cuộc tấn công của Hồng quân và bắt đầu giao chiến với các lực lượng du kích và quân dù Liên Xô. Du kích và quân dù Liên Xô buộc phải tham gia một trận đánh quy ước với đối thủ Đức Quốc xã và nhanh chóng bị đánh bẹp. Phần lớn lực lượng du kích Liên Xô tại khu vực này đã bị tiêu diệt, chính vì vậy phong trào du kích Liên Xô tại nơi đây trở nên im ắng trong suốt thời gian còn lại của chiến tranh. Chiến dịch Hannover được xem là một trong những chiến dịch chống du kích Liên Xô thành công nhất của quân đội Đức Quốc xã; nguyên nhân chủ yếu là do du kích Liên Xô buộc phải trực tiếp chạm trán chủ lực quân Đức trong một trận chiến quy ước.
Cùng lúc đó, gần thủ đô Moskva, một chiến dịch Hannover thứ hai của quân Đức đã thanh toán toàn bộ số Hồng quân bị bao vây trong khu vực đó (Tập đoàn quân số 39 và Quân đoàn kỵ binh số 22).